# بديع الزمان الصفوي
ميرزا بديع الزمان الصفوي (بالفارسية: میرزا بدیع‌الزمان صفوی) (الوفاة 1659) الشهير أيضًا بِـ«شهنواز خان» أو «ميرزا الدكن» هو أمير صفوي وأحد أقوى الأمراء بلاط الهند المغولية خلال عهد شهاب الدين شاهجهان. وهو والد السُلطانة دلرس بانو بيگم زوجة أورنكزيب عالمكير، والأميرة سكينة بانو بيگم زوجة الأمير مراد بخش.